# Hebrejské jméno
Hebrejské jméno je takové jméno, které má původ z hebrejštiny. Hebrejská jména jsou často používána lidmi žijícími v židovském nebo křesťanském světě, ale řada z nich byla adaptována pro potřeby arabštiny v islámském světě, což se týká především biblických jmen uvedených v Koránu. 
Ne všechna hebrejská jména jsou čistě hebrejská v původu. Některá jména mohou být vypůjčena z jiných jazyků od časů starověku, např. z egyptštiny, aramejštiny nebo perštiny.

## Biblická jména

### Jména hebrejského původu
Jména, která dnes označujeme jako „hebrejská“, pochází většinou z Tanachu, křesťanům známého jako Starý zákon.
Hodně z těchto jmen vychází z hebrejských frází a výrazů, které jim propůjčují zvláštní význam nebo z jedinečných okolnosti narození toho, kdo jméno ponese. Příklad jména s osobním významem je יהודה Juda (Jehuda „ten který vzdává díky“), אברהם Abrahám (Avraham) – „otec mnohých národů“. Příklad jména označující okolnosti porodu je ראובן Reuben (Re'uven), což znamená „Hleďte, syn“ nebo בנימין Benjamín (z původního Ben Jamin – „syn zdaru“ (dosl. „syn pravice“) jako opak a slovní hříčka k Ben Oni („syn mého zmaru“)). Někdy je význam kombinován a jméno tak charakterizuje jak událost, tak i charakter – יעקב Jákob – (Ja'akov – „ten, kdo se drží za patu“ ale i „úskočný“). Řada jmen nemusí mít ani jeden z těchto významů, příkladem je asi nejznámější hebrejské jméno דוד David, které znamená „milovaný“, „miláček“.

#### Teoforní jména
Řada hebrejských jmen je označována jako vyznavačská – mají náboženský podtext. Ten se vyznačuje tzv. teoforními příponami nebo předponami. Jméno tohoto typu signalizuje, že jeho nositel je vyznavačem určitého kultu. V Bibli je zaznamenáno několik jmen pohanských králů, jež jsou vyznavačská ve vztahu k božstvu, které vyznávali – např. Meríb-baal, Jezábel (vyznavačská jména božstva Ba'al) nebo Hadad-ezer (dosl. „Hadad pomůže“, vyznavačské jméno starosemitského boha Hadada). V izraelském a posléze židovském prostředí se oddanost k Bohu je často naznačována přidáváním předpon a přípon אל -el (Bůh) nebo יה Jah (Hospodin).
Tato jména patří k nejznámějším a také nejpopulárnějším biblickým jménům – např. מיכאל Michael, גבריאל Gabriel, אלי Eli, případně ישׁעיהו (Ješajahu – Izajáš), צדקיהו (Cidkijahu – Sidkijáš) ירמיהו (Jirmejahu – Jeremjáš). Rovněž i zde může dojít ke kombinacím – např. אליהו Elijáš (Elijahu). 
V nežidovském světě se používají tvary vzniklé při překladech Bible do evropských jazyků, zejména řečtiny, kde je teoforní koncovka -ja(hu) nahrazena -ιας (-ias), a tvoří jména jako Τωβιας (Tobiáš) a Ιερεμίας (Jeremiáš).

### Jména babylónského a perského původu
Mezi nejznámější jména babylónského původu patří velmi oblíbená jména אסתר Ester (pravděpodobně od jména bohyně Ištar) a מרדכי Mordechaj (pravděpodobně od jména boha Marduka). Židovská tradice samozřejmě uvádí jiný pramen, podle kterého jsou jména buď hebrejská (Ester od סתר – skrýt) nebo aramejská (Mordechaj od sousloví Marej dachej – vonné koření). Řadu jmen perského původu nacházíme ve jménech andělů a démonů (Ašmodaj, Šemchazaj) nebo v dobách předislámských (Bustanaj)

### Jména aramejského původu
Na konci období prvního Chrámu bylo judské království zničeno a jeho obyvatele byli vzati do zajetí do Babylónu. Zde přestali používat hebrejštinu jako běžný dorozumívací jazyk a začali používat aramejštinu. Aramejština se udržela jako lingua franca Blízkého východu až do nástupu arabštiny v 7. stol. Je také jazykem, kterým jsou zapsané některé biblické pasáže z knih Daniel a Ezdráš a je jazykem Gemary. Jména, která v této literatuře nacházíme, jsou vesměs arameizované varianty původních hebrejských jmen („Danijel“ místo Dani'el, Šešbacar, Zerubavel, Rava, Zejra apod. 

### Jména egyptského původu
Bezesporu nejznámějším takovým jménem je משה Moše, Mojžíš. Židovská tradice toto jméno vykládá jako hebrejské s významem „vytahující“ nebo „vytažený“, ale většina badatelů se domnívá, že se jedná o tradiční součást egyptských teoforních jmen, kterou můžeme najít například ve jménech Thutmose nebo Ramesse. Mezi zvláštní případy patří i jméno Pinchas (Pinkas), které je dnes jedním z populárních hebrejských jmen, ačkoli jeho základ je pravděpodobně rovněž egyptský s významem „Núbijec“, „černoch“.

## Hebrejsko-řecká jména
Helenizace východního středomoří způsobila, že mnoho hebrejských jmen bylo přizpůsobeno řečtině. To se týká i biblických jmen, jejichž řecká podoba byla zafixována v Septuagintě. 
Mnoho jmen v Novém zákoně je hebrejského nebo aramejského původu, ale byla též přejata do řečtiny, jako např. jména Ἰησοῦς Iésús – Ježíš (původně z ישׁוע Ješua'), Ἰωάννης Ioannés – Jan (původně יוחנן Jochanan) nebo Ἄννα Anna (původně חנה Chana).

## Hebrejsko-latinská jména
Mnoho hebrejských jmen bylo přizpůsobeno do latiny, ale většinou přes řečtinu, např. Marie (z řeckého Μαριαμ Mariam, původně z hebrejského מרים Mirjam).

## Hebrejsko-arabská jména
Některé arabské kmeny, které konvertovaly k judaismu, předtím než přešly k islámu, používaly hebrejská jména v arabských tvarech (např. Salam – Šalom – mír, což bylo jméno, které užívali výhradně Židé). Se vzestupem islámu a ustanovení arabského Kalifátu se stala arabština hlavním dorozumívacím jazykem Blízkého východu a severní Afriky. Řada hebrejských jmen, která nacházíme v Koránu, přešla do arabštiny z řečtiny, některá mají ovšem vlastní tvar, což svědčí o jejich vysokém stáří a pravděpodobně i určitém starosemitském základě.
Některá hebrejsko-arabská jména jsou:
- Ajjúb أيّوب (z hebrejského איוב Ijov, Job)
- Jusúf يوسف (z hebrejského יוסף Josef)
- Dáwúd داؤد (z hebrejského דוד David)
- Ismá'íl اسماعيل (z hebrejského ישׁמעאל Jišma'el, pravděpodobně přes řecké Ισμαηλ Ismael (Izmael))
- Ischáq اسحاق (z hebrejského יצחק Jicchak, Izák)
- Ja'qúb يعقوب (z hebrejského יעקב Ja'akov, Jákob)
- Adam آدم (z hebrejského אדם Adam)
- Chawa' حواء (z hebrejského חוה Chava, Eva)
- Hárún هارون (z hebrejského אהרון Aharon, Áron)